# Kanonierki torpedowe typu María de Molina
Kanonierki torpedowe typu María de Molina – hiszpańskie kanonierki torpedowe z końca XIX wieku. W latach 1894–1900 w stoczni Arsenal de La Graña w Ferrol zbudowano trzy okręty tego typu. Jednostki weszły w skład hiszpańskiej marynarki wojennej w latach 1898-1900. Zmodernizowane w latach 1917-1918, wszystkie okręty zakończyły służbę w 1926 roku.

## Projekt i budowa
Kanonierki torpedowe typu María de Molina zostały zamówione i zbudowane w krajowej stoczni Arsenal de La Graña w Ferrol . Jednostki posiadały dwa kominy. Stępki okrętów położono w 1894 roku, a zwodowane zostały w latach 1896-1897 .
| Okręt                    | Stocznia            | Początek budowy | Wodowanie           | Wejście do służby |
| ------------------------ | ------------------- | --------------- | ------------------- | ----------------- |
| „María de Molina”        | Arsenal de La Graña | 1894            | 9 października 1896 | 1898              |
| „Marqués de la Victoria” | Arsenal de La Graña | 1894            | 4 lutego 1897       | 1900              |
| „Álvaro de Bazán”        | Arsenal de La Graña | 1894            | 14 września 1897    | 1900              |

## Dane taktyczno-techniczne
Okręty typu María de Molina były kanonierkami torpedowymi o długości między pionami 71,62 metra, szerokości 7,98 metra i zanurzeniu 2,7 metra (maksymalnie 3,04 metra) . Wyporność normalna wynosiła 830 ton . Siłownię jednostek stanowiły dwie pionowe maszyny parowe potrójnego rozprężania o łącznej nominalnej mocy 2500 KM (3500 KM po przeciążeniu), do których parę dostarczały cztery kotły lokomotywowe . Prędkość maksymalna napędzanych dwiema śrubami okrętów wynosiła 17 węzłów przy mocy nominalnej i 19,5 węzła po przeciążeniu maszyn. Okręty zabierały standardowo zapas 120 ton węgla, co zapewniało zasięg wynoszący 2000 Mm przy prędkości 10 węzłów .
Na uzbrojenie artyleryjskie okrętów składały się dwa pojedyncze działa kalibru 120 mm Hontoria M1883 L/35, cztery pojedyncze działa 3-funtowe kal. 42 mm (1,65 cala) Nordenfelt L/42 i dwa karabiny maszynowe kal. 7,7 mm L/80 . Broń torpedową stanowiły trzy pojedyncze wyrzutnie kal. 356 mm (14 cali), w tym jedna stała na dziobie, umieszczona poniżej wodnicy .
Kanonierki miały opancerzoną wieżę dowodzenia o grubości 152 mm (6 cali) .
Załoga pojedynczego okrętu składała się z 89 oficerów, podoficerów i marynarzy.

## Służba
Kanonierki torpedowe typu María de Molina zostały przyjęte w skład Armada Española w latach 1898-1900 . W momencie wybuchu wojny amerykańsko-hiszpańskiej tylko „María de Molina” znajdowała się w służbie, jednak nie wzięła udziału w walkach, gdyż nie osiągnęła jeszcze gotowości bojowej. W okresie trwania I wojny światowej jednostki były już przestarzałe . W latach 1917–1918 wszystkie kanonierki przeszły modernizację, która obejmowała wymianę kotłów, zmianę aranżacji kominów oraz demontaż obu dział kal. 120 mm i dział kal. 42 mm, w miejsce których zainstalowano sześć lub osiem pojedynczych dział kal. 57 mm Nordenfelt L/42 . Okręty wycofano ze służby w 1926 roku .